# Nirvana 2002
Nirvana 2002 var ett svenskt dödsmetallband, aktivt mellan 1988 och 1991. Bandet kallade sig ursprungligen för Prophet 2002, men beslöt sig för att ändra bandnamnet till Nirvana. Det blev emellertid tvunget att lägga till "2002" efter att ha sett en annons för Nirvanas debutsingel "Love Buzz", släppt i november 1988.
Nirvana 2002 utmärker sig för dess delaktighet i den första vågen av svensk dödsmetall. Den svenske dödsmetallskribenten Daniel Ekeroth beskrev i sin bok Swedish Death Metal bandet som "one of the purest examples of that typical fat Swedish death metal, with crushing guitars and straightforward song structures." Under dess aktiva tid släppte bandet endast demo- och repetitionsinspelningar, en majoritet av dessa inspelade i Sunlight Studios i Stockholm.
Bandet spelade inte live förrän 2007, då det uppträdde på Kafé 44 som en del av en releasefest för en svensk dödsmetallbok. Medverkade gjorde då bandets två originalmedlemmar Orvar Säfström och Lars Henriksson, tillsammans med Robert Eriksson från The Hellacopters, som spelade trummor. Förutom Nirvana 2002 återförenades även banden Grotesque och Interment samma kväll.
Relapse Records samlade alla bandets inspelningar på samlingsalbumet Recordings 89-91, vilket släpptes den 10 november 2009. Samma år genomförde bandet sin första spelning utanför Sverige, när man uppträdde på Maryland Deathfest i USA den 30 maj. Säfström konstaterade i en intervju för Examiner.com att spelningen var bandets sista och att de inte ska skriva något nytt material eller göra någonting annat.

## Medlemmar
Senaste medlemmar
- Erik Qvick – trummor (1988–1991, 2007–2012)
- Orvar Säfström – gitarr, sång (1988–1991, 2007–2012)
- Lars Henriksson – basgitarr (1990–1991, 2007–2010)

Turnerande medlemmar
- Erik Wallin – gitarr (2010–2012)
- Robert Eriksson – trummor (2006)

## Diskografi
Demo
- 1989 – Truth & Beauty
- 1989 – Excursions in the 2002nd Dimension
- 1990 – Disembodied Spirits
- 1991 – Promo 91

Samlingsalbum
- 2009 – Recordings 89-91

Annat
- 1990 – Appendix / Nirvana 2002 / Authorize / Fallen Angel (delad 7" vinyl)